# Charles Bally

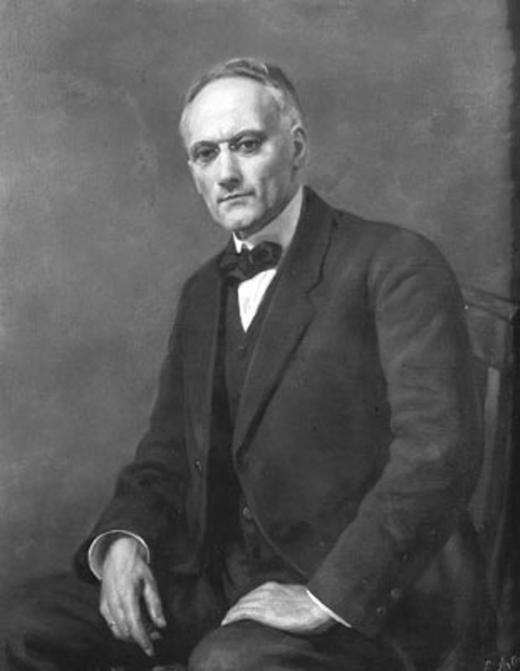
Charles Bally

Charles Bally  (* 4. Februar 1865 in Genf; † 10. April 1947 ebenda) war ein Schweizer Sprachwissenschaftler. Er war Schüler von Ferdinand de Saussure und gehörte der von ihm begründeten strukturalistischen Genfer Schule an.

## Werk
Bally spielte eine wichtige Rolle bei der Edition von Saussures epochemachendem Cours de linguistique générale. Eine kritische Aufarbeitung dieses Werks hat ergeben, dass Teile nicht von Saussure selbst, sondern eben von den edierenden Schülern Bally und Albert Sechehaye stammen und möglicherweise eher deren Denken als das Saussures widerspiegeln.
Bally beschäftigte sich in seinem eigenen Werk mit Fragen der Stilistik, insbesondere der des Französischen, und entwickelte Saussures Arbitraritätsbegriff weiter.
Darüber hinaus setzte er sich für die Beschäftigung von Sprachwissenschaftlern mit Welthilfssprachen ein (siehe auch International Auxiliary Language Association).

## Schriften (Auswahl)
- Traité de stylistique française (1909)
- Linguistique générale et linguistique française (1932)
- L’arbitraire du signe. Valeur et signification (1940)